# Thomas Cup 1986
Die 14. Auflage des Thomas Cups, der Weltmeisterschaft für Herrenmannschaften im Badminton, fand gemeinsam mit dem Uber Cup 1986 im Mai 1986 in Jakarta in Indonesien statt. Sieger wurde das Team aus China, welches im Endspiel gegen Indonesien mit 3:2 gewann.

## Qualifikation

### Qualifikationsrunde Vancouver

#### Gruppe A
- Südkorea –  Kanada 5-0
- Südkorea –  Mexiko 5-0
- Südkorea –  Vereinigte Staaten 4-1
- Kanada –  Mexiko 5-0
- Kanada –  Vereinigte Staaten 5-0
- Vereinigte Staaten –  Mexiko 5-0

#### Gruppe B
- Japan –  Chinesisch Taipeh 4-1
- Japan –  Jamaika 5-0
- Japan –  Peru 5-0
- Japan –  Neuseeland 5-0
- Neuseeland –  Chinesisch Taipeh 3-2
- Neuseeland –  Peru 4-1
- Neuseeland –  Jamaika 5-0
- Chinesisch Taipeh –  Peru 4-1
- Chinesisch Taipeh –  Jamaika 5-0
- Peru –  Jamaika 5-0

#### Halbfinale
- Südkorea –  Neuseeland 5-0
- Japan –  Kanada 4-1

#### Spiel um Platz 3
- Kanada –  Neuseeland 3-2

#### Finale
- Südkorea –  Japan 4-1

- Südkorea qualifiziert für das Finale

### Qualifikationsrunde Mülheim

#### Gruppe A
- Dänemark –  Deutschland 5-0
- Dänemark –  Mauritius 5-0
- Dänemark –  Belgien 5-0
- Deutschland –  Mauritius 5-0
- Deutschland –  Belgien 5-0
- Belgien –  Mauritius 5-0

#### Gruppe B
- Schweden –  Österreich 5-0
- Schweden –  Sambia 5-0
- Schweden –  Frankreich 5-0
- Schweden –  Island 5-0
- Österreich –  Sambia 5-0
- Österreich –  Frankreich 5-0
- Österreich –  Island 4-1
- Island –  Sambia 5-0
- Island –  Frankreich 5-0
- Frankreich –  Sambia 5-0

#### Gruppe C
- Schottland –  Niederlande 3-2
- Schottland –  Mosambik 5-0
- Schottland –  Irland 5-0
- Schottland –  Schweiz 5-0
- Niederlande –  Mosambik 5-0
- Niederlande –  Irland 5-0
- Niederlande –  Schweiz 5-0
- Schweiz –  Mosambik 5-0
- Schweiz –  Irland 4-1
- Irland –  Mosambik 5-0

#### Gruppe D
- England –  Wales 4-1
- England –  Norwegen 5-0
- England –  Finnland 5-0
- Wales –  Norwegen 5-0
- Wales –  Finnland 4-1
- Finnland –  Norwegen 4-1

#### Halbfinale
- Dänemark –  Schweden 5-0
- England –  Schottland 4-1

#### Spiel um Platz 3
- Schweden –  Schottland 4-1

#### Finale
- Dänemark –  England 5-0

- Dänemark,  England und  Schweden qualifiziert für das Finale
- Nigeria gemeldet, aber nicht gestartet

### Qualifikationsrunde Bangkok

#### Gruppe A
- Volksrepublik China –  Pakistan 5-0
- Volksrepublik China –  Hongkong 5-0
- Hongkong –  Pakistan 4-1

#### Gruppe B
- Thailand –  Sri Lanka 5-0
- Thailand –  Nepal 5-0
- Thailand –  Singapur 4-1
- Thailand –  Indien 3-2
- Singapur –  Indien 3-2
- Singapur –  Nepal 4-1
- Singapur –  Sri Lanka 4-1
- Indien –  Sri Lanka 5-0
- Indien –  Nepal 5-0|
- Sri Lanka –  Nepal 3-2

#### Gruppe C
- Malaysia –  Brunei 5-0
- Malaysia –  Australien 5-0
- Australien –  Brunei 5-0

#### Halbfinale
- Volksrepublik China –  Singapur 5-0
- Malaysia –  Thailand 4-1

#### Spiel um Platz 3
- Singapur –  Thailand 3-2

#### Finale
- Volksrepublik China –  Malaysia 4-1

- Volksrepublik China,  Malaysia und  Singapur qualifiziert für das Finale

## Finalrunde

### Gruppe A
| Team       | Pld | W | L |
| ---------- | --- | - | - |
| Indonesien | 3   | 3 | 0 |
| Dänemark   | 3   | 2 | 1 |
| Südkorea   | 3   | 1 | 2 |
| Schweden   | 3   | 0 | 3 |

| Indonesien | 5–0 | Schweden |
| Dänemark   | 3–2 | Südkorea |
| Indonesien | 4–1 | Südkorea |
| Dänemark   | 4–1 | Schweden |
| Indonesien | 4–1 | Dänemark |
| Südkorea   | 4–1 | Schweden |

| Platz | Team       | Pld | W | L | MF | MA | MD  | GF | GA | GD  | PF  | PA  | PD   | Pts | Qualifikation |
| ----- | ---------- | --- | - | - | -- | -- | --- | -- | -- | --- | --- | --- | ---- | --- | ------------- |
| 1     | Indonesien | 3   | 3 | 0 | 13 | 2  | +11 | 28 | 7  | +21 | 482 | 329 | +153 | 3   | Q             |
| 2     | Dänemark   | 3   | 2 | 1 | 8  | 7  | +1  | 17 | 15 | +2  | 397 | 352 | +45  | 2   | Q             |
| 3     | Südkorea   | 3   | 1 | 2 | 8  | 7  | +1  | 18 | 16 | +2  | 408 | 410 | −2   | 1   |               |
| 4     | Schweden   | 3   | 0 | 3 | 1  | 14 | −13 | 3  | 28 | −25 | 256 | 452 | −196 | 0   |               |

### Gruppe B
| Team                | Pld | W | L |
| ------------------- | --- | - | - |
| Volksrepublik China | 3   | 3 | 0 |
| Malaysia            | 3   | 2 | 1 |
| England             | 3   | 1 | 2 |
| Singapur            | 3   | 0 | 3 |

| Volksrepublik China | 5–0 | Singapur |
| Malaysia            | 4–1 | England  |
| Volksrepublik China | 5–0 | England  |
| Malaysia            | 5–0 | Singapur |
| Volksrepublik China | 4–1 | Malaysia |
| England             | 4–1 | Singapur |

| Platz | Team                | Pld | W | L | MF | MA | MD  | GF | GA | GD  | PF  | PA  | PD   | Pts |
| ----- | ------------------- | --- | - | - | -- | -- | --- | -- | -- | --- | --- | --- | ---- | --- |
| 1     | Volksrepublik China | 3   | 3 | 0 | 12 | 3  | +9  | 29 | 2  | +27 | 456 | 220 | +236 | 3   |
| 2     | Malaysia            | 3   | 2 | 1 | 7  | 7  | 0   | 21 | 11 | +10 | 410 | 324 | +86  | 2   |
| 3     | England             | 3   | 1 | 2 | 9  | 6  | +3  | 12 | 21 | −9  | 345 | 415 | −70  | 1   |
| 4     | Singapur            | 3   | 0 | 3 | 2  | 12 | −10 | 2  | 30 | −28 | 228 | 480 | −252 | 0   |

### K.o.-Runde
|  | Halbfinale          | Halbfinale |          |   | Finale | Finale |
|  |                     |            |          |   |        |        |
|  | Dänemark            | 1          |          |   |        |        |
|  | Volksrepublik China | 4          |          |   |        |        |
|  |                     |            |          |   |        |        |
|  |                     |            |          |   |        |        |
|  | Volksrepublik China | 3          |          |   |        |        |
|  |                     | Indonesien | 2        |   |        |        |
|  |                     |            |          |   |        |        |
|  | Spiel um Platz drei |            |          |   |        |        |
|  |                     |            | Dänemark | 2 |        |        |
|  | Malaysia            | 1          | Malaysia | 3 |        |        |
|  | Indonesien          | 4          |          |   |        |        |